# Suc du Lac
Le suc du Lac est un sommet des monts du Cantal dans le Massif central.

## Géographie
Le suc du Lac culmine à 1 402 mètres d'altitude sur la commune de Cheylade.

## Protection environnementale
Le sommet est inclus dans la ZNIEFF de type 2 « Monts du Cantal ».